# Gabriel von Lebenstein

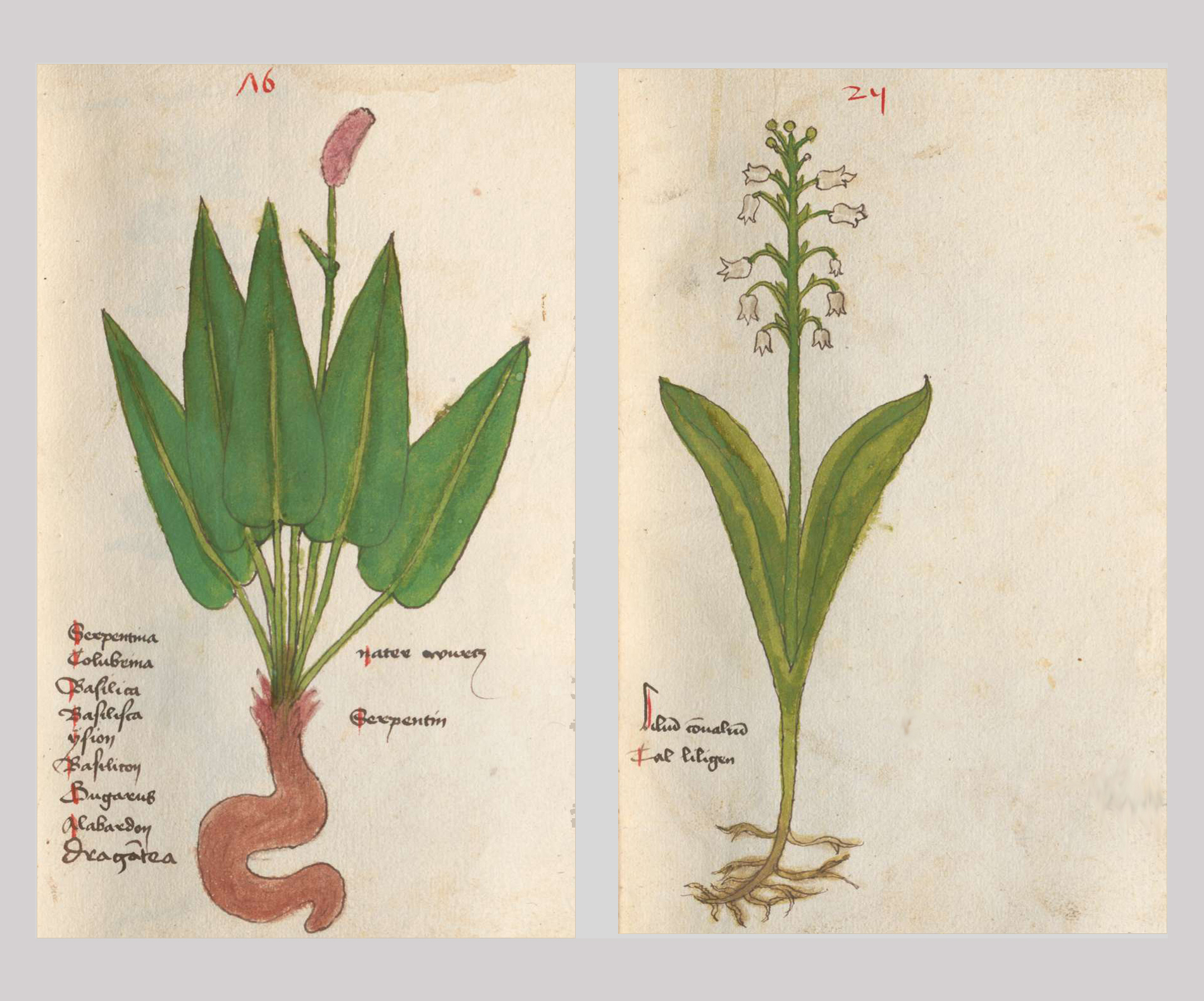
Abbildung des Schlangen-Knöterichs und des Maiglöckchens im Kräuterbuch des Vitus Auslasser. 1479

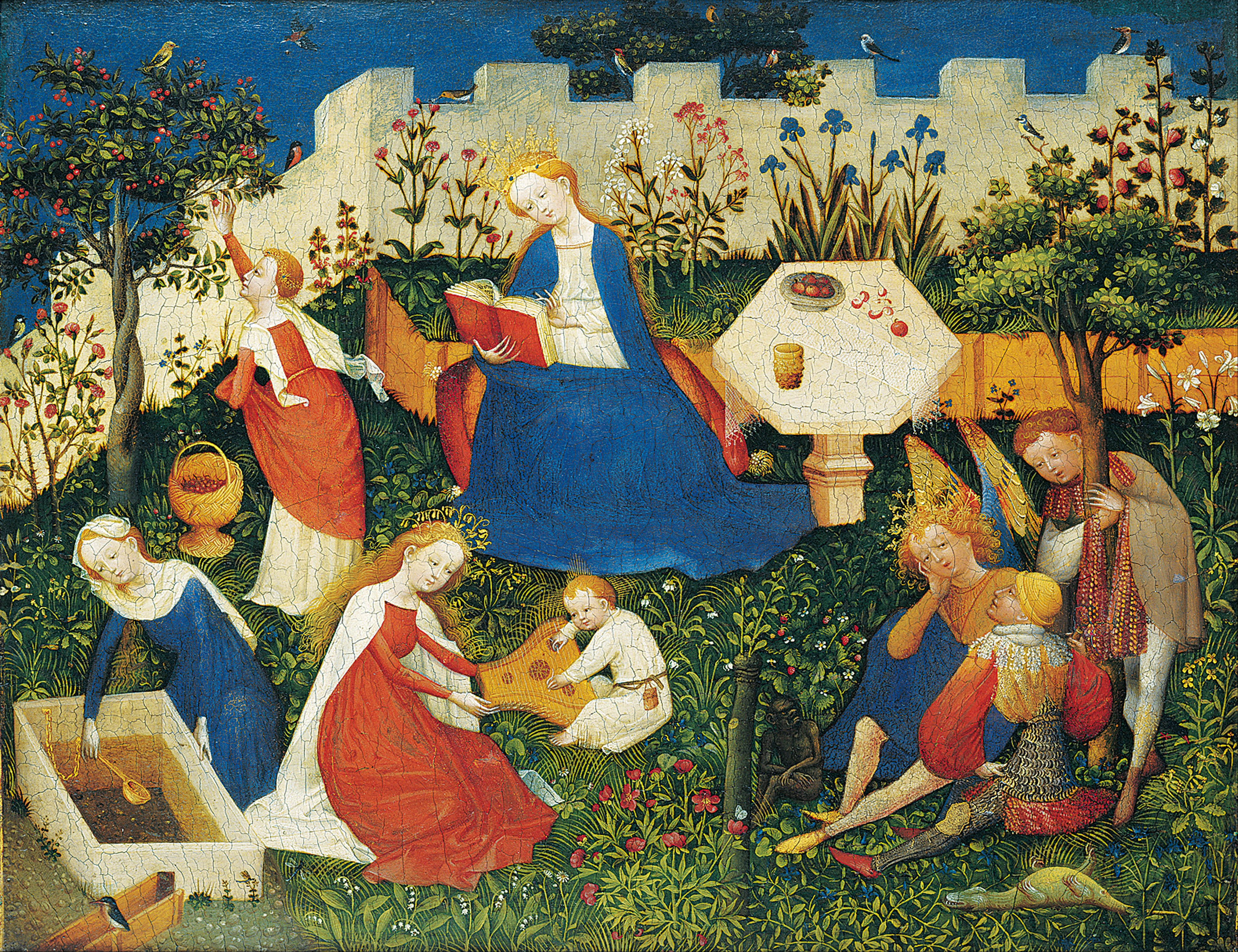
Das Paradiesgärtlein mit Maiglöckchen am unteren Bildrand. Um 1410/20

Unter dem Autorennamen Gabriel von Lebenstein erschien Ende des 14. Jahrhunderts ein Kurztraktat über „gebrannte Wässer“. In der ältesten bekannten Handschrift (Wolfenbüttel, Herzog August Bibliothek, Cod. 54 Aug. 4°, Bl. 19r–24r, 1. Viertel des 15. Jahrhunderts) wurde der Autor „Maister Gabriel von Lebenstain, von Pariß ein maister in der ercznei und ein lerer der heiligen geschrifft“ genannt. Dem Namen Gabriel von Lebenstein (oder Lebenstain) lässt sich jedoch keine historische Person zuordnen. Aufgrund der Herkunft der bekannten Manuskripte wird als Entstehungsort des Traktats der bairische Raum vermutet.

## Die wichtigsten Textzeugen
| Kürzel | Bezeichnung des Kodex                                                                                                 | Sprache          | Zeit               |
| ------ | --- | ---------------- | ------------------ |
| W      | Wolfenbüttel. Herzog August Bibliothek, Cod. 54 Aug. 4°, Bl. 19r–24r,                                                 | oberdeutsch      | 1. Viertel 15. Jh. |
| A      | Wolfenbüttel. Herzog August Bibliothek, Cod. 47.19 Aug. 4°, Bl. 17r–25v                                               | bairisch-österr. | 2. Hälfte 15. Jh.  |
| Bl     | Wolfenbüttel. Herzog August Bibliothek, Cod. 189 Blankenburg, Bl. 201r–210r                                           | bairisch-österr. | um 1500            |
| G      | Gotha. Forschungsbibliothek, Cod. Chart. B 1238 Blatt 32v–41r. Verlust eines Blattes. Der Text ist sonst vollständig. | bairisch         | ca. 1485           |
| L      | London. Wellcome Institute of the history of Medicine, MS 283, S. 5–39                                                | bairisch         | Ende 15. Jh.       |
| B      | Brünn. Stadtarchiv, Cod. St. Jacob 110, Blatt 173r–182r                                                               | bairisch         | um 1500            |
| M      | München. Bayerische Staatsbibliothek, Clm 5905, Bl. 52r–56r. Verwandt mit der Handschrift G.                          | bairisch         | 2. Hälfte 15. Jh.  |

## Editionen des Traktats „Von den gebrannten Wässern“
Eine erste Quellenedition – mit dem Wolfenbütteler Codex (W) als Leithandschrift – präsentierte Gerhard Eis 1942. 1965 wurde von Gerhard Eis und Hans J. Vermeer eine weitere Quellenedition unter Einbezug weiterer Handschriftenfunde veröffentlicht. Dem bereits erwähnten Wolfenbütteler Manuskript wurde eine neu gefundene, stark erweiterte Londoner Handschrift (L) vom Ende des 15. Jh. gegenübergestellt. 
Von Lebensteins Traktat ist das dem Verfasser Michael Puff zugeschriebene Büchlein von den ausgebrannten Wässern zu unterscheiden.

## Inhalt
In 33 Kapiteln werden aus Pflanzen gebrannte Wässer mit ihren Heilanwendungen beschrieben. Die Destillationsmethoden werden nicht erklärt. Im 2. Kapitel wird erstmals das „herzstärkende“ Maiglöckchen erwähnt. Die u. a. von Eis (1964) und von Schmitt (1980) aufgestellte Behauptung, es habe sich bei den Destillationsprodukten um „alkoholische Auszüge“ gehandelt, trifft nur auf wenige „gebrannte Wässer“ zu, die aus in Wein eingelegten Ausgangsstoffen destilliert wurden.
Die Quellen des Lebensteinschen Traktats wurden bisher nicht bestimmt.
In der folgenden Liste werden die Pflanzen des Lebensteinschen Traktats aus heutiger Sicht nach aktueller Nomenklatur gedeutet. Die Transkription des Textes orientiert sich am Digitalisat der Münchner Handschrift Clm 5905 im Vergleich mit der 1965er Edition von Gerhard Eis und Hans J. Vermeer. Die Abkürzungen wurden aufgelöst. Die Satzgliederung wurde leicht an heutige Gewohnheiten angepasst.
| Kapitel    | Text nach der Handschrift M im Vergleich mit der Edition Eis / Vermeer 1965 | Aktuelle Nomenklatur |
| ---------- | --- | --- |
| 00 Vorwort | Hie hebt sich an von den wassern, die man prent aus den creuttern vnd aus den pluemen. Hat pracht Maister Gabriel von Lebenstein, von Pariß ein maister in der ercznei vnd ein lerer der heiligen geschrifft. | |
| 01         | Flos campi. Eß ſtet geſchriben yn dem puech der minnten sel. Es hat auch vnß libew fraw geſprochen durch iren junckfrawlichen mund. Jch pin ain pluem vnd pin gehaiſſen flos campi. Dar vmb hat die pluem dy tugent wer ſy auſprent das kain ander waſſer dy tugent nicht hat. Welcher menſch das waſſer all morgen nÿechtern trinckt der iſt des tags sicher das yn kain vngemach nicht beruet. Auch hat es dÿ tugent welichs tags man es trinkt So ist er den gantzen tag frolich. Es iſt auch gut fur den hohen ſichtumb. Es iſt auch gut fur den paralis. Er ist auch gut fur allen den ſichtumb den got den menſchen angelegen mag wann vnß fraw das pluemlein fur ander pluemen geſegnet hat vnd vnß lieber herr yn ſeiner kindhait off yn ſeinen henden getragen hat. Das pluemlein hat dÿ tudent wann dÿ ſunn des morgens auf get ſo tuet es ſich auf vnd wann dy ſunn vntter get so tuet es ſich wider zu. Eß iſt auch guet zu der prust vnd zu dem herczen vnd macht gut pluet. Es macht auch den menſchen luſtig zu eſſen. | Nur unsicher zu bestimmen. Mögliche Deutungen sind: Polygonum bistorta oder Tragopogon porrifolius. Siehe dazu Rose von Scharon. |
| 02         | Lilium conuallium. Es hat vnß fraw geſprochen in dem puech Cantica canticorum. Jch pin ain pluem des tales vnd des gruenes wldes. Das pluemlein hat dy tugent wann man es auſprent das ſelb waſſer iſt ob allen waſſern nach dem waſſer das ich vor genant flos campi. Das waſſer hat dy tugent wer es des morgens trinckt nüchtern den iſt es behuetten vor dem hochen ſiechtumb den ſelbigen tag. Es iſt auch gut den ſelbigen frawen dÿ lang zu den kinden geen. Es iſt auch gut wann ſi das trinket ſo geneſt sy zu hand. Welchen menſchen der paralipſin hat geſlagen ſo wirt er geſundt. Welicher mensch ſprach verloren hat von kranckhait oder von vallens wegn der trink das waſſer ſo wirt jm sein sprach zu handt wider. Wer waſſerſuchtig iſt der drinck das waſſer des morgens nüchtern ſo velt er von ſtunden zu. Wem auch wee ſey in den lentten der trinck das waſſer. So wirt er geſundt. Welcher frawen ir kranckhait hart get dy trinck das waſſer ſo kumbt ſi ſanft von jr. Wer auſſeczig ſey der trinck das waſſer ſo ſiecht man jm ſein nicht an. Wem dÿ augen rot ſind der drwauff das waſſer dar ein so verget jm dy rot. Welichem man an ſeinem gemechte wee sey oder geſwollen ſey oder faulent wolt der necz ain tuech darein vnd slag es dar vmb so wirt er geſuntt. Wer den reybgrint hat auf dem haupt der nem das waſſer vnd wenig honig darzu vnd ſtreich es auf das haubt ſo vergeet yn der grint. Welche fraw nicht gern grab wirt die ſtreich das waſſer auf das haupt ſo wirt ſi nicht grab. Welchen die naſen ſtinckt der necz ain tuech dar jn vnd tue es in die naſen ſo zeucht es allen vnflat herauß. Welcher frawen der atem ſtinckt die trinck das waſſer. Wem die leber fault der trinck das waſſer ſo wirt er geſunt. Es ſterckt auch das hercz vnd macht den menſchen frolich an allen seinen gelidern. Wem die lungel wechſt der trinck das waſſer ſo gewint er ein gute atem Wer haiſer ist der trinck das waſſer ſo gewint er ein gute ſtim. Wem der hals geſwollen ist der drinck das waſſer ſo wirt er geſundt. Vnd iſt auch gut fur die harm wintten. | Convallaria majalis |
| 03         | Prawnnell. Jtem das waſſer hat dÿ tugent wem die ſprach verligt vnd nicht gereden mag Oder wen das paralis geſlagen hat der trinck das waſſer ſo gewint er ſein wider. Welichs mensch den ritten hat den andern den dritten den viertten tag das haiſſet der viertaglich ritten den kain arczt nicht gewenden mag dann das waſſer. Welchew fraw geprochen wirt nach der gepurg das ſy den harm nicht gehaben mag die nem das waſſer vnd roſen waſſer liligen waſſer yſop waſſer vnd miſch die waſſer vnder einander vnd gibs der frawen zu trincken ſo würt ſÿ geſundt. Wer die harm winden hat der trinck das waſſer So wirt er geſundt. Wem der mundt ſmeckt es ſey von der leber ader von dem zantfleyſch der trinck das waſſer ſo wirt er geſundt. Wem der pauch geſwollen iſt der trinck das waſſer ſo velt jm der pauch zu vnd wirt geſundt. Wem an dem geſlos wee hinden seÿ der nem ain tuechlein vnd necz in dem waſſer vnd leg es vber das geſlos ſo wirt es geſundt. Welcher frawn jnbendig ir muter ſwirt ader voller aytter wer Die trinck das waſſer ſo wirt ſy geſundt. Vnd iſt bebart vnd iſt auch gut fur das aytter wer ſeÿ dreÿ morgen ain guten trunck tuet nuechterling. | Prunella vulgaris |
| 04         | Roſen waſſer. Jtem das waſſer hat dÿ tugent wen das wild feur verprennt der nem das waſſer vnd waſch ſich damit. Ye offter er ſich damit weſcht ye pelder es ym vergeet. Welchew fraw ir recht zu vil hat die trinck das waſſer ſo verstet es ir zu handt. Welcher mensch die ruor hat der trinck das waſſer nyechtern ſo wirt er gesundt. Wen statig durst der trinck roſen waſſer ſo verget ym der durſt. Wer dÿ gelſucht hat der nem roſen waſſer vnd ſchab darein helfenpain vnd trinck es ſo wirt er geſundt. Wem das haupbt wee tut der nem ain leinen tuch vnd necz es dar ein vnd pincz vmb das haubt. Chain pesser ercznei waiß ich nit zu dem haubt dann Roſen öll der es an das haubt ſtreicht. Wer fleckig iſt vnder den augen alls er auſſetzig ſey der nem Roſen öll vnd Roſen waſſer vnd thue es untter einander vnd ſalb ſich damit ſo verget ym dÿ fleck. Wer ain plaichew farb hat vnder den augen der nem roſen öll geus es auf die wang ſo gewindt er ain rechtew var wider. | Rosa spec. |
| 05         | Weys liligen waſſer. Jtem das weÿſs liligen waſſer hat dÿ tugent wer es yn dÿ augen ſprengt so vertreibt es allew röt jn den augen. Welcher frawn dÿ muter yn ir ſwirt das ir aitter zu der ſcham auſgeht dÿ nem liligen waſſer vnd roſen waſſer vnd miſch es durch einander vnd trinck es des ſmorgens nüchtern ſo vertreibt es alle vnrainikait von ir yn wondig zu der muter. Wem das har auſ get von auſſetzikait oder von kranchait wegen der nem liligen waſſer vnd peren ſmer vnd miſch durcheinander vnd ſtreich es an dÿ ſtat da das har auſgangen iſt ſo beleibt es als vor. Welchew fraw gar vnkeuſch iſt dy trinck das waſſer ſo verget ir dy vnkeuſch. Wechew fraw ir kranckait zu vil hat das doch vnzimlich iſt die nem liligen waſſer vnd roſen waſſer vnd necz ain leinen tuech dar jn vnd ſchieb es an die haimlich ſtat ſo gewint ſÿ kranckait zu rechter maſs. Welcher frawen wee vmb den napell iſt die trinck liligen waſſer ſo wirt ir paſs. Das liligen öll iſt gut fur allen wetagen der yn dem hawbt iſt. | Lilium candidum |
| 06         | Jſopp waſſer. Jtem jſop waſſer iſt ob allen waſſern zu dem herczen zu der pruſt fur die tanpf fur das keichen fur das fieber fur die gelſucht fur den hohen ſiechtumb fur die ſwinſucht. Wer das waſſer all morgen niechtern trinckt der iſt der oben geſchriben prechen aller vbertragen | Hyssopus officinalis |
| 07         | Vnſer frawn diſtel waſſer. Jtem das waſſer iſt gut wecherlay prechen der menſch yn jm hat der trinck das waſſer ſo wirt er geſunt. Wer nicht geſwitzen mag der trinck das waſſer ſo wirt er ſwiczen. Welichew fraw jr recht nicht hat die trinck das waſſer ſo gewint ſy jre recht. Welche fraw jr kranckait zu vil hat die nem liligen waſſer vnd vnß frawn distel waſſer vnd misch es durcheinander vnd gib irs zu trinken. Welcher mensch yn amecht velt der trink das waſſer ſo wirt ſein ding gut vnd verget jm. | Silybum marianum |
| 08         | Saluay waſſer. Jtem Saluay waſſer iſt gut wem die leber an haft zu faulen der trinck das waſſer all morgen nyechtern ſo wachſt ſi jm wider. Wer den grimmen jn dem pauch hat der trinck ſaluan waſſer ſo verget er ym. Es iſt auch gut fur das fliegund vergicht das an ainer stat nit beleibt es lauft von ainem glid zu dem andern. | Salvia officinalis |
| 09         | Gamillen waſſer. Jtem gamillen waſſer iſt gut wer das wietunt vergicht hat yn dem haubt der trink das waſſer. Wer nicht geharmen mag der nem gamillen waſſer vnd miſch vntter wein vnd trinck es da fur. Wem der harm ſtain voder ligt das er nicht geharmen mag der nem gamillen waſſer vnd erper waſſer vnd trinck es ſo treibt es den harm ſtain her für. Wer fleckig vntter den augen iſt der nem gamillen waſſer vnd honig vnd miſch es durcheinander vnd ſalb die fleck da mit ſo gont ſy ab. Wem dÿ fleck geſwollen ſeind der trinck gamillen waſſer ſo vergot es ym. | Chamomilla recutita |
| 10         | Prynchres waſſer. Jtem prynchres waſſer iſt gut fur dÿ rauden der sich offt da mit ſalbt. Wer wundt ſey der trinck das waſſer ſo hayld ym dy wunden von grundt. Wann ain pfeil ſteckt yn ainem menschen den man mit ercznei noch nicht mit ainer zanngen gewinnen mag der trinck das waſſer ſo get der pfeil her auß. Mag man das waſſer nicht gehaben ſo nem den ſaft von dem kraut vnd ſtreich yms vmb die wunden ſo get er her auß. Das webart ain wilder hirſch wann der geſchoſſen wirt ſo ſagt ym ſein nature das er das kraut ſmeckt vnd ſuecht das vnd tut das mit der zungen jn die wunden ſo veld der pfeil herauß. | Nasturtium officinale |
| 11         | Wolgemut waſſer. Jtem wolgemut waſſer hat dy tugent wem das hawbt we tut oder das vergicht in dem haubt hat der nem das waſßer vnd kamillen waſſer werm das bey ainem feur vnd necz ain tuech dar jn vnd pincz vmb das haubt ſo verget jm das vergicht. Johannes ain mayster ſpricht wer den hochen ſiechtumb hat dem ſol man das waſſer zu trincken geben oder ein gieſſen ſo er geuallen iſt ſo kumbt jn der ſiechtumb nymmer an. | Origanum vulgare |
| 12         | Rautten waſſer. Jtem das rautten waſſer iſt gut zu der pruſt. Es iſt auch gut fur den grimen yn dem pauch. Vnd iſt auch gut wenn ain fraw ain tocz kind jn ir hat das kumbt von ir. Es iſt auch gut für die hueſten. Es bringt auch den frawen ir kranckait. Wer inwendig geſwollen ſey der trinck das waſſer. Wer waſſerſuchtig ſey der nem rautten waſſer vnd erper waſſer vnd misch es durcheinander vnd trinck es ſo wirt er geſundt. Wen das wild feur weslecht der nem rautten waſſer vnd trinck das ſo wirt er geſundt vnd misch erper waſſer dar vntter vnd beſtreich die ſtat da mit ſo erliſcht es. So dich ain vergicht weruert hab ſo beſtreich dy ſtat da mit ſo wirſtu geſundt. | Ruta graveolens |
| 13         | Venichel waſſer. Jtem wer nicht geſwiczen mag der trinck venichel waſſer ſo wirt er von ſtund an ſwiczen. Wer trucke augen hat der nem venichel waſſer vnd honig ſaim vnd ain klar von ainen ay vnd ſtreich das in die augen. Wer das vergicht hab der trinck das waſſer. Wer waſſerſuchtig wold werden der trinck das waſſer ſo wirt er geſuntt. Wer nicht gedachtig iſt der trinck das waſſer all morgen ſo wirt er gedachtig. | Foeniculum vulgare |
| 14         | Patonig waſſer. Jtem das waſſer von der patonig jſt gut wem die lungel wechſt. Wem vmb das hercz we ſeÿ der trinck das waſſer. Wem die augen waſſrig ſein der necz ein tuechlein dar jnn vnd leg es vber dy augen. Wer nicht geſmecken mag der thue es in die naſen. | Stachys officinalis |
| 15         | Lawch waſſer. Item wer pluet runſt sey der trinck lawch waſſer ſo verſtet ym das pluot. Wer dy ſtrauchen hab der der trinck lauch waſſer. Wer dy gel rur hat der trinck das waſſer. Wem es in den oren klingt der tue ain tropfen oder zwey in das orn. | Allium spec. |
| 16         | Ampfer waſſer. Item Ampfer waſſer iſt gut wem die augen geſwollen ſind der necz ain tuech dar ein vnd tue es vber dÿ augen ſo verget ym dy geſwulſt. Es iſt auch gut fur das keichen. Vnd wem das zantdfleiſch ſmeckt der nem ampfer waſſer vnd ſalcz vnd waſch ſich da mit ſo verget es ym. Vnd fur den heschen trinck Ampfer waſſer alſo warms. Wer den grimmen in dem magen hab der trinck das waſſer. Es macht auch das geſicht clar. | Rumex rugosus |
| 17         | Mintzen waſſer. Jtem das waſſer hat dy tugent wer es des ſmorgens nuechtern trinckt waß ain mensch vnuerdaucz eſſen in dem magen hat das vertreibt es alles. Wem dÿ oren ayttern der tue das waſſer dar ein. Welchew junkfraw groß prüst wil klain haben dÿ nem minczen waſſer vnd regen waſſer vnd werm es wol vnd necz ain leinen tuch dar yn vnd leg es vber dÿ prust ye offter ſi das tut ye klainer sÿ werdent vnd ye hertter. | Mentha arvensis |
| 18         | Kolkrawt wasser (G). Jtem das waſſer hat dÿ tugent wer es des ſmorgens nuechtern trinckt ſo macht er ſtuel das er gescheyſſen mag es macht auch andrew chost gedeig. | Brassica spec. |
| 19         | Hanif waſſer. Jtem das waſſer hat dÿ tugent von dem haniff. Wer es trinck dem vertreibt es allen gift von dem herczen vnd von dem leib. | Cannabis sativa |
| 20         | Petersill waſſer. Jtem petersill waſſer ist gut wer es offt trinckt so vertreibt es dy harm..[Wortrest in W nicht lesbar.]. Es iſt auch gut fur den harmſtain. Es iſt auch gut fur den auſſacz. | Petroselinum crispum |
| 21         | Nachtſchaden waſſer. Jtem nachtſchaden waſſer iſt gut wer es des ſmorgens nuechtern trinckt ſo ſterckt es allew glider an dem menſchen vnd macht die menſchen von herczen frolich. Vnd wem die ſprach verligt von ſiechtum oder wie es iſt der drinck das waſſer ſo wirt er wider redent. Vnd wer geſwollen ſey der necz ain tuech yn das waſſer vnd legs vber die geſwult ſo velt es zu. Wer nicht geſlaffen mug der necz ain tuech yn dem waſſer vnd pincz vber das haupt ſo er ſlaffen well gon ſo ſlafft er gar ſanfft. Wem ain ſtich yn der ſeytten iſt der nem das waſſer vnd necz ain tuech dar yn vnd legs vber dy ſeytten ſo wirt er geſundt. | Solanum nigrum |
| 22         | Schölkraut waſſer. Jtem Schölkraut waſſer iſt gut zu den augen. Wer ain wenig honig darzu nympt vnd macht dar auß ain pflaſter vnd legs vber dÿ augen ſo zeucht es allen ſmerczen herauß all rot vnd pricht all platern yn den augen. Wen dy prag ſtechent yn den augen der nem das waſſer vnd ſtreich es oben an die prag. Wen ain winniger hundt peiſt der ſalb es mit dem waſſer. Wem die oren geſwollen ſeind das er nicht gehört der trauff das waſſer yn dy oren ſo entſwellent ſi ym. Wer pluet runst sey der trinck das waſſer ſo verſtet es ym. Wem das haupt wee tue der necz ain tuech dar yn vnd pincz vmb das haupt ſo wirt er geſundt. | Chelidonium majus |
| 23         | Peÿfues waſſer. Jtem peyfues waſſer das iſt ein mueter aller kräutter. Peyfues waſſer iſt den frawen gut zu irem prechen. Daſſelb waſſer hat dy tugent wem das haubt we tut der trincks so er wermſt mag ſo vertreibt es allen ſwindt yn dem haupt. Wer es nuechtern trinckt dem vertreibt es das fyeber. Welchew fraw nicht gepern mag dy nem das waſſer vnd weyſ liligen waſſer vnd trinck es als pald geperd sy rincklich. Welchew fraw ain geprechen hat nach der gepurd dÿ trinck das waſſer ſo kumpt alles das von ir das dann bey ir beliben ist. Welchew fraw ire recht zu vil hat die nem das waſſer vnd yſop waſſer vnd miſch es durcheinander vnd trinck es ſo verſtendt ir ire recht. Welchew fraw ire recht nit gehaben mag dye nem peyfues waſſer vnd gamillen waſſer vnd necz ain tuech dar jn vnd schieb es an die haimlich ſtat ſo gewinnt ſy ire recht wider. | Artemisia vulgaris |
| 24         | Wermut waſſer. Jtem wermut waſſer iſt gut wer es nympt in dem maygen vnd miſcht ain gaiſmi[l]ch dar vnder vnd trinckt es. Der menſch was er vnrainikait in dem magen hat das treibt es von ſtund an herauß. Wer nicht geharmen mag der trinck das waſſer. Wer tebig iſt der trinck das waſſer. Wer ain geſwern an der leber hat der nem wermut waſſer vnd ſaluan waſſer vnd miſch es zu ſam vnd trincks ſo pricht der geſweren. Jtem wer tunckle augen hat der nem wermut waſſer vnd honig vnd zertreib es durcheinander vnd thue es in die augen ſo werden sy liecht vnd guet. Der nicht wol gehoren mag der tue ain tropfen oder zwey yn dye oren. Wer nicht geſchlaffen mag der nem wermut waſſer vnd necz ain tuech dar ynn vnd leg es vber den ſchlaff ſo ſlafft er als pald. Wer ain faule wunden hab ader wild fleisch dar ynne wechſt der gieß wermut waſſer dar ein ſo wirt er geſundt. | Artemisia absinthium |
| 25         | Neſſel waſſer. Jtem wer die ſucht hat der nem neſſel waſſer vnd ſchab helfenpain dar ein vnd trinck. Wen ain winniger hundt peyst der nem das waſſer vnd miſch honig dar vntter vnd ſalb dy ſtat damit. Wem in der ſeytten we ſey oder dy podagra hab der ſalb ſich da mit ſo verget es ym. Wem dÿ naſen vast pluett der ſtreich es in die naſen ſo verſtet es ym. Jtem wem getan ſey das [er] nicht frawen pflegen mug der nem neſſel waſſer vnd neſſel ſam vnd trincks vntter ein ander. | Urtica urens |
| 26         | Hawſwurcz waſſer. Jtem hawſwurcz waſſer iſt gut fur dy geſwulſt. Es iſt auch gut wem der hals geſwollen iſt. Es iſt auch gut fur den viertaglichen riten. | Sempervivum tectorum |
| 27         | Latych waſſer. Jtem latych waſſer iſt gut wem in dem haupt we ſey der necz ain tuch dar jn vnd ſlach es vmb das haupt. Wer den hayſſen ritten hat der trinck das waſſer. Es iſt auch gut wer nicht geſlaffen mag. | Lactuca sativa |
| 28         | Polan waſſer. Jtem polan waſſer iſt gut wem das haupt we tut der necz ain tuch dar ein vnd pincz es vmb das haupt ſo vertreibt es allen wetagen von dem haupt. | Mentha pulegium |
| 29         | Synaw waſſer. Jtem synaw waſſer hat dy tugent wer ynwendig geprochen iſt der trinck ſynaw waſſer ſo haylt er jn jm. | Alchemilla xanthochlora |
| 30         | Seniff waſſer. Jtem seniff kraut waſſer hat dy tugent wer es des ſmorgens nyechtern trinckt was vngeſundt ain mensch zwischen hewt vnd fleysch hat das treibt es herauß. Wem dy naſen verſwollen iſt der trinck das waſſer des nachcz wann er ſich legen will ſo verget es ym. Vnd was ym vnrains vmb dy pruſt iſt das treibt es alles auß vnd ſuder. | Sinapis alba |
| 31         | Holerwurczkraut waſſer. Jtem holerwurczkraut waſſer iſt gut fur dÿ amacht wann man es trinckt. Welcher frawen jre recht pey jr beleibent wann ſy ains kinds gepert dÿ trinck das waſſer ſo kummen ſy von ſtund an von ir. Wem dÿ zung geſwollen ſey der trinck das waſſer. Wenn ain kindlein den hochen ſichtung hat ye offter ym man das waſſer zu trincken geyt ye pelder es yn verlouſt. Welchs kind der alp beruort dem geb man es zu trincken ſo verget es jm. Welchew fraw die mueter ynwendig hat die trinck das waſſer ſo wirt ſy geſundt. Welchew fraw das waſſer offt trinckt dy trat mer sun dann tochter. | Aristolochia clematitis |
| 32         | Alant waſſer. Jtem alant waſſer hat die tugent wer es trinckt ſo ſterckt es das hirn vnd allew gelider. Es pringt den harm vnd macht gut ſtuel. Es vertreibt auch dÿ hueſten. Was in dem menſchen zerbrochen iſt das ſterckt es alles. | Inula helenium |
| 33         | Heſelkraut waſſer. Jtem heſelkraut waſſer hat dy tugent welchew fraw den harm nicht gehaben mag dÿ necz ain tuech yn dem waſſer vnd ſtoſe es an die haimlich ſtat offt ſo wirt ſy geſundt. Welchs chind ſein ſinn verloren hab dem geb man das waſſer zu trincken ſo gewind es ſein ſinn wider. Jtem welcher frawn der pauch groß wirt nach der gepurdt als ſy getragen hat dÿ trinck das waſſer ſo wirt ſy clain. | Asarum europaeum |